# Bolitoglossa jacksoni
Bolitoglossa jacksoni é uma espécie de anfíbio caudado pertencente à família Plethodontidae, sub-família Plethodontinae.